# Бистрец (област Бургас)
 За другото българско село вижте Бистрец (Област Добрич).  
Бистрец (до 1934 г. Бююк-бунар) е село в Югоизточна България. То се намира в община Средец, област Бургас.

## География
Село Бистрец се намира в планината Странджа, на 16 km от общинския център Средец и на 46 km от областния център Бургас. Чистият въздух и приятният климат правят обстановката още по-приятна. Селото е подходящо за туризъм.

## История
Селото е основано преди повече от 300 години от Тепалковския род, преселили се от град Елена, Великотърновска област. Югоизточно от селото в посока пътя за Вълчаново отдясно на пътя има кале със запазени основи на сграда.

## Население

### Етнически състав
Преброяване на населението през 2011 г.
Численост и дял на етническите групи според преброяването на населението през 2011 г.:
|                     | Численост |
| Общо                | 146       |
| Българи             | 141       |
| Турци               | -         |
| Цигани              | -         |
| Други               | 3         |
| Не се самоопределят | -         |
| Неотговорили        | 2         |

## Забележителности
Има много забележителни местности като Калето, Смаила, Лъката, Надара. Близо до селото минава Средецка река, в която има много и разнообразна риба – мряна, белевица, скобар, кротушка, клен, костур и щука.

## Редовни събития
В последната неделя на месец август в селото се провежда събор по случай църковния празник „Успение на Пресвета Богородица“ (стар стил). На името на света Дева Мария е наречена и църквата.

## Други
Населението се състои изцяло от българския етнос и мнозинството проповядва Християнската вяра.
От няколко години в селото има хор. Изпълнява типичните за Странджа народни песни. В хора членуват само жени, а мъжете се наслаждават на доброто им пеене.
Селото е малко, има кабелна телевизия – само ефирните. Голям супермаркет няма, има 2 малки магазинчета, но има сравнително доста работи в тях. Не липсват и кръчмите, които са слети с магазините.
Едно много лошо нещо е, че в селото няма канализация – има само водосточна тръба, която минава през центъра на селото.
През почивните дни селото се пълни с гости, а през делниците обстановката е обичайна – само жителите на селото са там.
Селото има и ловна дружинка „Орловица“, която се състои предимно от млади ловци един от тях, най-мотивираният е наричан Косара. Най-възрастният е на 81 години – дядо Иван „Новия“. Като всяко село има известни личности – Янчо Близнака, Димчо Каракула, Коста Клеката, Стоян Черкеза, Смока, Канапа, Радостин-Таралежа и много други, като най-знаменитите личностси в село Бистрец, бяха Цвятков Герги и Петър Лекия, Младите в селото, които го посещават все още за панаира са предимно от Бургас и комплекс Меден Рудник. Има сведения, че в селото са кацали и извънземни, но тъй като тази тема би била трудно приета от инъче интелигентното българско общество, учените все още работят по сабирането на достоверни доказателства по темата. Село Бистрец се слави и с още една легенда. На около 300 метра Североизточно от моста на река Средецка се намира змийската пещера. Старите хора все още разказват за млада невеста, която се разхождала по оголините каманаци на реката било малко над вечер и слънцето едвам показвало скриващата се в тъмнината река, когато младата девица забелязала отвор в склона покрай реката, от който излизала заслепяваща светлина. Тя почуствала странна енергия и сякаш някой или нещо я викало да послева светлината излизаща от змийската пещера. От тогава дълги години никой повече не видял невестата, докато един ден се появил един смел Бистренец млад момък, който се казвал Петър-голямата глътка, така го наричали местните, когато се събирали в хоремака. Въпреки това, че изпивал и изяждал всичко в местната кръчма много от съселяните му били недоволни, че когато отидели там след него обикновено оставало за консумация само лимонадата, но поне била студена от хладилника, защото Петър обичал ракията чиста. Една вечер след поредната плетена дамаджана, Петър дочул Смока и Близнака докато си допивали последните шишета лимонада да си разказват легендата за изчезналата мома. Петър скокнал заинтересовано и седнал на масата до тях, като преди да започне да ги разпитва за тази история, изпратил Смока за още ракия от бабената сливова. Между временно Петър разпитал Близнака и събрал нужната инфорация, (тъй като чуствал, че ще разкрие тази мистерия) в същото време Смока влязъл в кръчмата с дамаджана в ръка. Без да му мисли Петър станал, грабнал вълшебният елексир от ръката му и хукнал към реката. От тогава никой не е виждал и него, но се носят легенди, че е открил принцесата в пещерата. Тя от благодарност го целунала и той се превърнал в Змей... От тогава всяка година на тази дата, местните оставят на входа на пещерата: топъл бял хляб, дядо, козе сирене, пресен чесън и вино от вълшебната бистренска алжирка. Кметът на селото се казва Жеко Йорданов, той също членува в ловната дружинка, която така и не е открила Петър Змея. Един ден омагьосаният неизтезняващ рептил в, който бил превърнат този млад и красив момък взел решение, че това с виното не може да продължава повече така и излязъл от пещерата, размахъл криле и полетял към площада в Бистрец, минавайки покрай Жельовата чешма. Никой не знае какво се е скучило точно, но се говори сред местните, че Змея е успял да договори Евро субсидии, чрез ГЕРБ и от тогава всички лозя в селото били отново възтановени дори имало партиди от продукцията за износ в чужбина. Всички се чудели как е възможно Змея да има такива бизнес идеи докато един ден разбрали, че момата била родила три деца от него и го нахокала да намери начин да печели пари. Вече е ясно защо Красивият момък Петър се превърнал в Змей и то било защото бил семеен с деца жена и празна дамаджана от ракия... Наздраве приятели!!!
На 200 метра преди селото отляво има язовир, в който по-рано е имало риба.

## Личности
От село Бистрец е известната народна певица Димка Владимирова (1935 – 2024). Тя много често посещава бащиния си дом, като помага с песните на хора за народни песни. От Бистрец е коренът и на известната бургаска поетеса Петя Дубарова.